# İsmet Güney

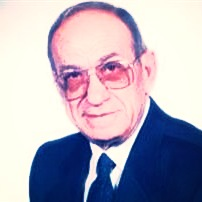
İsmet Güney

İsmet Vehit Güney (* 1932 in Limassol, Britisches Überseegebiet, Vereinigtes Königreich; † 23. Juni 2009 in Nord-Nikosia) war ein türkisch-zyprischer Künstler und Lehrer. Er ist bekannt für seinen Entwurf des Wappens der Republik Zypern, der modernen Flagge der Republik Zypern und des originalen Zypern-Pfunds aus dem Jahre 1960. Güneys Design war einzigartig, da die Republik Zypern das erste Land auf der Welt ist, dass seine Karte auf der Staatsflagge zeigt. Der Kosovo übernahm das Design für seine Flagge.

## Biografie
Güney wurde 1932 in Limassol geboren. Er begann zu malen, während er Schüler an einer Hochschule war. Nach seinem Abschluss an der Pädagogischen Hochschule begann er im Jahr 1948 als Kunstlehrer zu arbeiten.
Von 1948 bis 1977 unterrichtete er Geschichte und Kunst an der Lefkoşa Erkek Lisesi (Männergymnasium Nikosia). Im Jahre 1956 traf er den Künstler İbrahim Çallı und arbeitete mit ihm bis 1960.
Im Jahre 1947 war er der erste zyperntürkische Maler, der eine eigene Kunstausstellung eröffnete. Güney hatte viele Einzelausstellungen, auch nahm er an Gruppenausstellungen auf Zypern und im Ausland teil. 1967 ermöglichte ihm ein Stipendium, in der Belfast Queen’s University Stranmillis zu studieren. Im Jahr 1986 hatte er eine große retrospektive Ausstellung in Nord-Nikosia. Gegen Ende seines Lebens arbeitete er an Grafiken und Farbtrennung in der Türkischen Republik Nordzypern.
İsmet Güney starb an Krebs am 23. Juni 2009 im Alter von 77 Jahren.

## Entwurf der Flagge der Republik Zypern
Nach der Verfassung sollte die Flagge weder rote oder blaue Farben (die Farben Großbritanniens, und einzeln der Türkei und Griechenlands), noch ein Kreuz oder einen Stern umfassen. Hierzu wurde 1960 ein öffentlicher Wettbewerb ausgeschrieben. İsmet Güney ging als Sieger aus dem Wettbewerb hervor, dessen letztes Wort der damalige Präsident der Republik Zypern, Makarios III. und der Vizepräsidenten Fazıl Küçük hatten.
Die weiße Fahne wurde für die junge Republik Zypern als ein Zeichen des Friedens zwischen den beiden Gemeinden gewählt, der dort lebenden Zyperngriechen und -türken. Die Karte der Insel ist goldgelb, wenn auch ursprünglich die Farbe des Kupfer intendiert war, da die Insel ihren Namen von diesem Metall erhielt. Da bräunlich-rötliches Kupfer keine Farbe in der Heraldik ist, wurde sie in gold geändert. Es handelte sich um die erste Flagge, welche den Umriss eines Landes oder einer Insel zeigte. Güneys Idee war es, dadurch das kleine Land bekannter zu machen. Die beiden grünen Olivenzweige symbolisieren den Frieden zwischen den besagten Gemeinschaften.
Seit der türkischen Besetzung des Nordteils der Insel beschränkt sich die Verwendung auf den Süden der Insel.
Güney erhielt die Siegerprämie und eine Urkunde. Laut türkisch-zyprischen Medien versprach ihm Makarios III. auch eine jährliche Zahlung in Höhe von 20 Zypernpfund, die nie erfolgt ist. Güney hatte eine zyperngriechische Anwaltskanzlei beauftragt, seinen Fall zu übernehmen und erklärt, dass er, falls nötig, vor den Europäischen Gerichtshof für Menschenrechte ziehen würde.